# Siedlów
Siedlów – wieś w Polsce położona w województwie łódzkim, w powiecie opoczyńskim, w gminie Żarnów. 
W skład sołectwa Siedlów wchodzą także wsie Adamów i Malenie.
Siedlów jest miejscowością letniskową nad rzeką Czarną, w czasach historycznych znany jako Siedlew lub Siedlewo. W XVI wieku właścicielem Siedlowa i Ruszenic był Węgier – Mikołaj de Karssa. Jego syn Hieronim używał określeń „z Siedlewa", a wnuk – Szymon (herbu Ogończyk) zarzucił węgierską pisownię nazwiska i podpisywał się „Karszo-Siedlewski”. W kościele w Skórkowicach znajdują się epitafia Tomasza, Ludwika i Kamilli Karszo-Siedlewskich. Ich potomkami byli dyplomata Jan Karszo-Siedlewski (1891-1955) i senator Tadeusz Karszo-Siedlewski (1893-1939), kawaler Orderu Virtuti Militari, który zginął 24 września 1939 r. w Warszawie od wybuchu bomby lotniczej. 
W XIX wieku wieś była znaną osadą fabryczną, w której w 1827 roku mieszkały 72 osoby, a w 1880 roku 135 osób. W rejonie wsi znajdują się duże stawy hodowlane. Na Czarnej znajdował się zabytkowy drewniany most, który spłonął w 2000 roku. We wsi był duży folwark, po którym pozostał rozległy park podworski. Własnością ziemian była fryszerka, założona w 1836 roku, ale także wielki młyn wodny i bogate pokłady piaskowca. W opalanej węglem drzewnym fryszerce, z rudy żelaza wytwarzano stal. 
Do 1954 roku wieś należała do gminy Machory z siedzibą w Marcinkowie. W latach 1975–1998 miejscowość administracyjnie należała do województwa piotrkowskiego. 
Urodził się tu Wacław Jan Pijanowski – major lotnictwa Wojska Polskiego, cichociemny. 
Wierni Kościoła rzymskokatolickiego należą do parafii Miłosierdzia Bożego w Chełstach.